# Panda Software (datorspelsföretag)
Panda Software, taiwanesisk datorspelsutvecklare. Gjorde till pc:n några uppskattade beat 'em up-spel med karaktärer hämtade ur den kinesiska folkloren innan företaget gick i konkurs i slutet på 1990-talet. Panda Software är inte samma företag som tillverkar Panda antivirus.

## Utvecklade spel
- (1993) - Panda Dodgeball (Crazy Dodgeball)
- (1994) - Sango Fighter 1 (Fighter in China 1)
- (1994) - West Adventure
- (1995) - Sango Fighter 2 (Fighter in China 2)
- (1995) - Tough Guy